# La Quebrada
La Quebrada – miasto w Wenezueli, w stanie Trujillo.